# Gare de Bertrichamps
Gare de Bertrichamps – przystanek kolejowy w miejscowości Bertrichamps, w departamencie Meurthe i Mozela, w regionie Grand Est, we Francji. Jest zarządzana przez SNCF i obsługiwana przez pociągi TER Lorraine.

## Położenie
Znajduje się na linii Lunéville – Saint-Dié, na km 414,045  między stacjami Baccarat i Thiaville, na wysokości 278 m n.p.m.

## Historia
Stację otwarto 17 maja 1864 przez Compagnie des chemins de fer de l’Est, kiedy otwarto odcinek linii między Lunéville a Raon-l'Étape – Laneuveville.

## Linie kolejowe
- Lunéville – Saint-Dié